# Туве (филм)
Туве (енгл. Tove) је фински биографски филм из 2020. о финској ауторки и илустраторки Тове Јансон која говори шведски, творца Мумијевих. Филм је режирала Заида Бергротх по сценарију Еева Путро и Јарно Елонен, а главну улогу игра Алма Поисти.  
Буџет филма, од 3,4 милиона евра, учинио га је другим најскупљим финским филмом, после верзије Непознатог војника из 2017. Тове је добио признање критике и изабран је као представник Финске за награду за најбољи међународни играни филм на 93. додели Оскара, али није номинована.  

## Радња
Филм прати рани живот Туве Јансон од краја Другог светског рата до средине 1950-их, приказујући њене романтичне везе са политичарем Атосом Виртаненом и позоришном редитељком Вивицом Бендлер, као и стварање и објављивање Муми.  
Радња се дешава у Хелсинкију, 1945. Крај рата је донео нови осећај уметничке и друштвене слободе за Туве Јансон. Модерна уметност, вртоглаве забаве и отворена веза са ожењеним политичарем: њезин неконвенционалан живот доводи је у сукоб са строгим идеалима њењог оца кипара. Када упозна позоришну редатељку Вивицу Бандлер њена жеља за слободом стављена је на пробу. Њезина љубав према Вивици је свеобухватна, али Тове почиње схватати да љубав за којом истински жуди мора бити узвраћена. Док се бори са својим приватним животом, њезини креативни напори одводе је у неочекиваном правцу. Очаравајуће приче о воденкоњима сличним Мумијевима које је измислила да умири преплашену децу у атомским склоништима, постале су неочекивани успех, доносећи Туве међународну славу и финанцијску слободу.

## Улоге
- Алма Поисти као Туве Јансон [9] [10]
- Криста Косонен као Вивица Бандлер
- Шанти Рони као Атос Виртанен
- Јоана Хаартти као Тулики Пиетила
- Еева Путро као Маиа Вани
- Јакоб Охрман као Сам Ванни
- Роберт Енкел као Виктор 'Фафан' Јансон
- Кајса Ернст као Сигне 'Хам' Јансон
- Вилхелм Енкел као Ларс Јансон

## Издање
Туве је приказан на Међународном филмском фестивалу у Торонту у септембру 2020.
Филм је објављен у Финској 2. октобра 2020. 

### Пријем
Туве је позитивно примљен од критичара, а Пејстијев наступ у насловној улози побрао је похвале критике. Variety  је описао Пејстијев наступ као "очаравајући", наводећи да се она "одликује у својој првој главној филмској улози и снажно подсећа на праву Туве". Такође су били позитивни у погледу Бергротове режије, коментаришући да она „покреће своје значајне филмске моћи, дочаравајући живописне визуелне ефекте и самоуверене перформансе своје талентоване глумачке екипе“. 

### Признања
Туве је освојио седам награда Јуси, укључујући најбољи филм и најбољу глумицу за Поисти.  Ово је било највише награда које је освојио фински филм на шведском језику.